# クリストファー・ジュリアン
クリストファー・ジュリアン（Christopher Jullien 、1993年3月22日 - ）は、フランス・ラニー＝シュル＝マルヌ出身のプロサッカー選手。モンペリエHSC所属。ポジションはディフェンダー。

## 経歴

### クラブ
サッカーを始める以前はハンドボールをしていた。11歳で入団したUSトルシーではポール・ポグバとチームメイトであった。元々はフォワードの選手であったが、クレールフォンテーヌ国立研究所のトライアルに失敗してからは守備的なポジションに移った。
2005年、13歳の時にAJオセールの下部組織に入団。2012-13シーズンよりトップチームに昇格し2012年8月24日に行われたリーグ・ドゥのスタッド・ラヴァル戦でプロデビューした。
2013年6月26日、ブンデスリーガのSCフライブルクと3年契約にサインした。しかし出場機会を確保することができず、在籍3シーズンでリーグ戦1試合の出場に終わった。
2016年6月11日、トゥールーズFCに移籍。
2019年6月28日、セルティックFCと4年契約を締結したことが発表された。
2022年8月23日、モンペリエHSCに3年契約で移籍。

### 代表
2013年、トルコで開催された2013 FIFA U-20ワールドカップに参加、初優勝に貢献した。